# 鮎川穂乃果
鮎川 穂乃果（あゆかわ ほのか、1994年6月20日 - ）は、日本のグラビアアイドル、タレント、女優。
兵庫県出身。所属事務所はポセイドンエンタテインメント→パワーギャングエンタテインメント→デュボンタンプロモーション。

## 略歴
2007年、集英社『週刊ヤングジャンプ』制コレGP準グランプリを受賞。同年、『時空警察ヴェッカーシグナ』でドラマ初出演。
2008年4月、公式ブログを開設。集英社が主催する「ミスセブンティーン2008」において、最終候補20人に残るものの落選。
2009年8月、自身にとって初舞台となる『SINKA〜心華〜エピソード壱』に出演した。
2010年4月、高校入学。2011年12月、学業専念のため芸能活動の休止を発表。
2012年7月、芸能活動を再開した。

## 人物
- 3歳年下の弟がいる。
- 本人によるとプライベートでの会話は関西弁。

## 作品

### シングル
- MY PRECIOUS FRIENDS（2007年8月8日、Index music） - 「時空警察ヴェッカーシグナ」エンディング主題歌。
- マシュマロ☆ハート（2007年8月8日、Index music） - 「時空警察ヴェッカーシグナ」挿入歌。

### 映像作品
- MOE JUNIOR IDOL Under15 Maid & Miko Vol.2 デビュー直前! Under15の女の子たち（2006年3月18日、セプテット） - 鮎川ほのか名義、他出演：愛田かんな、赤星葵、夢本エレナ。
- 鮎川ほのか11歳 アート編（2006年4月22日、セプテット） - 鮎川ほのか名義。
- 鮎川ほのか11歳 ポップ編（2006年4月22日、セプテット） - 鮎川ほのか名義。
- アップルソーダ FANCY IDOL VOL.16（2006年9月27日、オークラ出版）
- LAST SUMMER（2006年12月8日、サイバーピクチャーズ）
- 鮎川穂乃果の探偵物語 12歳小学6年生 卒業記念作品 前編（2007年3月9日、サイバーピクチャーズ）
- 鮎川穂乃果の卒業物語 12歳小学6年生 卒業記念作品 後編（2007年4月13日、サイバーピクチャーズ）[2]
- 2007年 春夏編（2007年12月7日、サンクチュアリ）[3]
- 2007年 秋冬編（2007年12月7日、サンクチュアリ）
- Cream DVD BOX vol.3（2008年2月29日、大洋図書） - 他出演：彩川まい、水沢友香、三花愛良
- SOUTHERN CROSS（2009年7月25日、ワニブックス）[4]
- しずく〜穂乃果〜（2011年1月28日、イーネット・フロンティア） - ISBN 978-4847043512[5]
- 学校なう! 沖縄修学旅行!（2013年11月23日、オリガミ）
- 大人びた（2014年2月23日、オリガミ）
- プールなう（2014年5月23日、オリガミ）
- 海なう（2014年8月23日、オリガミ）[6]
- 花風呂（2015年1月28日、オリガミ）

## 出演

### テレビドラマ
- 時空警察ヴェッカーシグナ（2007年、TOKYO MX） - 秋葉えみり／シグナエミリー 役

### 舞台
- SINKA〜心華〜エピソード壱（2009年8月） - 紗羅 役
- 時空警察ヴェッカーサイト（2011年2月24日 - 27日） - アルテミス 役

## 書籍

### 写真集
- 夏服（2006年10月、オークラ出版）
- 十二歳（2007年3月9日、ワイレア出版、撮影：中村誠作） - ISBN 978-4813020561
- うりずん（2009年6月20日、ワニブックス、撮影：西田幸樹） - ISBN 978-4847041785
- しずく（2011年1月27日、ワニブックス、撮影：西田幸樹） - ISBN 978-4847043512

### 雑誌
- Hana*chu→（2007年 - 、主婦の友社） - 専属モデル
- 週刊プレイボーイ（2009年6月29日、集英社） - No.26号